# S Club 7
S Club 7 – brytyjska grupa tworząca muzykę pop. Została założona w 1999 roku. Tworzyli ją: Rachel Stevens, Hannah Spearritt, Bradley McIntosh, Paul Cattermole, Jon Lee, Jo O’Meara oraz Tina Barrett. Najpopularniejsze piosenki tego zespołu to „Don’t Stop Movin’” oraz „Have You Ever”.

## Single
- 1999 „Bring It All Back” „S Club Party”

„Two in a Million” „You're My Number One”
- 2000 „Reach” „Never Had a Dream Come True”
- 2001 „Don’t Stop Movin” „Have You Ever”
- 2002 „You” „Alive”
- 2003 „Say Goodbye” „Love Ain't Gonna Wait for You”

## Albumy
- 1999 S Club
- 2000 7
- 2001 Sunshine
- 2002 Seeing Double